# NGC 5670
NGC 5670 é uma galáxia lenticular (S0) localizada na direcção da constelação de Lupus. Possui uma declinação de -45° 58' 00" e uma ascensão recta de 14 horas, 35 minutos e 36,1 segundos.
A galáxia NGC 5670 foi descoberta em 1 de Julho de 1834 por John Herschel.